# Венгожевський повіт
Венгожевський повіт (пол. powiat węgorzewski) — один з 19 земських повітів Вармінсько-Мазурського воєводства Польщі.
Утворений 1 січня 1999 року в результаті адміністративної реформи.
Повіт з найбільшою часткою українців в Польщі - у 2011 році він становив 6,1%.

## Загальні дані
Повіт знаходиться у північній частині воєводства.
Адміністративний центр — місто Венгожево. Станом на 1.01.2008 населення становить 23 551 осіб, площа 693,22 км².

## Демографія
Демографічні дані повіту станом на 30 grudnia.2007:
|       | Всього | Всього | Жінки  | Жінки | Чоловіки | Чоловіки |
| ----- | ------ | ------ | ------ | ----- | -------- | -------- |
|       | осіб   | %      | осіб   | %     | осіб     | %        |
| Повіт | 23 551 | 100    | 11 761 | 49,94 | 11 790   | 50,06    |
| Міста | 11 634 | 100    | 5848   | 50,27 | 5786     | 49,73    |
| Села  | 12 917 | 100    | 5913   | 43,52 | 6004     | 46,48    |